# 개브리엘 데일먼
개브리엘 데일먼(영어: Gabrielle Daleman, 1998년 1월 13일~)은 캐나다의 여자 피겨 스케이팅 선수이다.